# Atle Skårdal
Atle Skårdal (ur. 17 lutego 1966 w Lunde) – norweski narciarz alpejski, trzykrotny medalista mistrzostw świata oraz zdobywcza Małej Kryształowej Kuli.

## Kariera
W zawodach Pucharu Świata zadebiutował 21 stycznia 1985 roku w Wengen, zajmując dziesiąte miejsce w kombinacji. Tym samym już w swoim debiucie wywalczył pierwsze pucharowe punkty. Na podium zawodów tego cyklu po raz pierwszy stanął 8 lutego 1986 roku w Morzine, kończąc bieg zjazdowy na trzeciej pozycji. W zawodach tych wyprzedzili go jedynie Szwajcar Peter Müller i Austriak Leonhard Stock. Łącznie 26. razy stawał na podium zawodów Pucharu Świata, odnosząc przy tym siedem zwycięstw: 20 stycznia 1990 roku w Kitzbühel, 17 marca 1990 roku w Åre, 15 grudnia 1990 roku w Val Gardena, 15 marca 1991 roku w Lake Louise oraz 27 lutego 1993  roku i 12 marca 1994 roku w Whistler był najlepszy w zjeździe, a 10 grudnia 1995 roku w Val d’Isère wygrał supergiganta. Najlepsze wyniki osiągnął w sezonie 1990/1991, kiedy zajął szóste miejsce w klasyfikacji generalnej, drugie w klasyfikacji zjazdu i trzecie w klasyfikacji supergiganta. Ponadto w sezonach 1989/1990 i 1992/1993 zajmował drugie miejsce w klasyfikacji zjazdu, a w sezonie 1995/1996 wywalczył Małą Kryształową Kulę w klasyfikacji supergiganta.
Na mistrzostwach świata w Morioce w 1993 roku zdobył srebrny medal w zjeździe, rozdzielając Ursa Lehmanna ze Szwajcarii i AJ Kitta z USA. Na rozgrywanych trzy lata później mistrzostwach świata w Sierra Nevada zwyciężył w supergigancie, wyprzedzając Szweda Patrika Järbyna i Kjetila André Aamodta z Norwegii. Wynik ten powtórzył podczas mistrzostw świata w Sestriere w 1997 roku, pokonując kolejnego rodaka, Lasse Kjusa i Austriaka Günthera Madera. W 1988 roku wystąpił na igrzyskach olimpijskich w Calgary, gdzie jego najlepszym wynikiem było piętnaste miejsce w zjeździe. Brał także udział w igrzyskach w Lillehammer w 1994 roku, zajmując między innymi szóste miejsce w supergigancie i dziewiąte w zjeździe.
W 1997 roku zakończył karierę.
W latach 2000–2005 trenował męską reprezentację Norwegii, a następnie był dyrektorem Pucharu Świata kobiet.
Jego żoną jest Karin Köllerer, mają dwoje dzieci.

## Osiągnięcia

### Igrzyska olimpijskie
| Miejsce | Dzień     | Rok  | Miejscowość | Konkurencja | Czas biegu | Strata | Zwycięzca         |
| ------- | --------- | ---- | ----------- | ----------- | ---------- | ------ | ----------------- |
| 6.      | 15 lutego | 1988 | Calgary     | Zjazd       | 1:59,63    | +3,63  | Pirmin Zurbriggen |
| DNF2    | 17 lutego | 1988 | Calgary     | Kombinacja  | 36,55 pkt  | -      | Hubert Strolz     |
| DNF     | 21 lutego | 1988 | Calgary     | Supergigant | 1:39,66    | -      | Franck Piccard    |
| 9.      | 13 lutego | 1994 | Lillehammer | Zjazd       | 1:45,75    | +0,54  | Tommy Moe         |
| 18.     | 15 lutego | 1994 | Lillehammer | Kombinacja  | 3:17,53    | +6,75  | Lasse Kjus        |
| 6.      | 17 lutego | 1994 | Lillehammer | Supergigant | 1:32,53    | +0,78  | Markus Wasmeier   |

### Mistrzostwa świata
| Miejsce | Dzień       | Rok  | Miejscowość   | Konkurencja | Czas biegu | Strata     | Zwycięzca          |
| ------- | ----------- | ---- | ------------- | ----------- | ---------- | ---------- | ------------------ |
| 16.     | 3 lutego    | 1985 | Bormio        | Zjazd       | 2:06,68    | +2,57      | Pirmin Zurbriggen  |
| 14.     | 5 lutego    | 1985 | Bormio        | Kombinacja  | 7,67 pkt   | +97,37 pkt | Pirmin Zurbriggen  |
| 25.     | 31 stycznia | 1987 | Crans-Montana | Zjazd       | 2:07,80    | +2,94      | Peter Müller       |
| 12.     | 1 lutego    | 1987 | Crans-Montana | Kombinacja  | 28,27 pkt  | +61,55 pkt | Marc Girardelli    |
| 23.     | 2 lutego    | 1987 | Crans-Montana | Supergigant | 1:19,93    | +4,73      | Pirmin Zurbriggen  |
| 35.     | 4 lutego    | 1987 | Crans-Montana | Gigant      | 2:32,38    | +10,64     | Pirmin Zurbriggen  |
| 15.     | 3 lutego    | 1989 | Vail          | Kombinacja  | 4,72 pkt   | +88,89 pkt | Marc Girardelli    |
| 6.      | 6 lutego    | 1989 | Vail          | Zjazd       | 2:10,39    | +0,60      | Hans-Jörg Tauscher |
| 16.     | 8 lutego    | 1989 | Vail          | Supergigant | 1:38,81    | +1,68      | Martin Hangl       |
| 28.     | 9 lutego    | 1989 | Vail          | Gigant      | 2:37,66    | +9,64      | Rudolf Nierlich    |
| 21.     | 23 stycznia | 1991 | Saalbach      | Supergigant | 1:26,73    | +3,82      | Stephan Eberharter |
| 6.      | 27 stycznia | 1991 | Saalbach      | Zjazd       | 1:54,91    | +1,20      | Franz Heinzer      |
| 23.     | 3 lutego    | 1991 | Saalbach      | Gigant      | 2:29,94    | +6,60      | Rudolf Nierlich    |
| 2.      | 11 lutego   | 1993 | Morioka       | Zjazd       | 1:32,06    | +0,60      | Urs Lehmann        |
| 1.      | 13 lutego   | 1996 | Sierra Nevada | Supergigant | 1:21,80    | -          | -                  |
| 23.     | 17 lutego   | 1996 | Sierra Nevada | Zjazd       | 2:00,17    | +2,99      | Patrick Ortlieb    |
| 1.      | 3 lutego    | 1997 | Sestriere     | Supergigant | 1:29,68    | -          | -                  |
| 13.     | 8 lutego    | 1997 | Sestriere     | Zjazd       | 1:51,11    | +1,75      | Bruno Kernen       |

### Puchar Świata

#### Miejsca w klasyfikacji generalnej
- sezon 1984/1985: 87.
- sezon 1985/1986: 60.
- sezon 1986/1987: 48.
- sezon 1987/1988: 46.
- sezon 1988/1989: 29.
- sezon 1989/1990: 6.
- sezon 1990/1991: 6.
- sezon 1991/1992: 50.
- sezon 1992/1993: 6.
- sezon 1993/1994: 9.
- sezon 1994/1995: 19.
- sezon 1995/1996: 15.
- sezon 1996/1997: 11.

#### Miejsca na podium w zawodach
1. Morzine – 8 lutego 1986 (zjazd) – 3. miejsce
2. Kitzbühel – 20 stycznia 1990 (zjazd) – 1. miejsce
3. Val d’Isère – 27 stycznia 1990 (zjazd) – 2. miejsce
4. Les Menuires – 30 stycznia 1990 (supergigant) – 3. miejsce
5. Cortina d'Ampezzo – 4 lutego 1990 (zjazd) – 2. miejsce
6. Åre – 17 marca 1990 (zjazd) – 1. miejsce
7. Val Gardena – 14 grudnia 1990 (zjazd) – 3. miejsce
8. Val Gardena – 15 grudnia 1990 (zjazd) – 1. miejsce
9. Garmisch-Partenkirchen – 5 stycznia 1991 (zjazd) – 2. miejsce
10. Aspen – 8 marca 1991 (zjazd) – 2. miejsce
11. Lake Louise – 15 marca 1991 (zjazd) – 1. miejsce
12. Lake Louise – 16 marca 1991 (zjazd) – 2. miejsce
13. Val d’Isère – 8 grudnia 1991 (supergigant) – 2. miejsce
14. Val Gardena – 14 grudnia 1991 (zjazd) – 3. miejsce
15. Whistler – 27 lutego 1993 (zjazd) – 1. miejsce
16. Kvitfjell – 19 marca 1993 (zjazd) – 3. miejsce
17. Saalbach – 6 stycznia 1994 (zjazd) – 3. miejsce
18. Wengen – 23 stycznia 1994 (supergigant) – 3. miejsce
19. Aspen – 5 marca 1994 (zjazd) – 2. miejsce
20. Whistler – 12 marca 1994 (zjazd) – 1. miejsce
21. Val d’Isère – 10 grudnia 1995 (supergigant) – 1. miejsce
22. Valloire – 23 stycznia 1996 (supergigant) – 2. miejsce
23. Happo One – 3 marca 1996 (supergigant) – 2. miejsce
24. Val Gardena – 20 grudnia 1996 (zjazd) – 2. miejsce
25. Chamonix – 11 stycznia 1997 (zjazd) – 2. miejsce
26. Garmisch-Partenkirchen – 23 lutego 1997 (supergigant) – 3. miejsce